# پرواز شماره ۲۴۵ ایر ایندیا
پرواز شماره ۲۴۵ ایر ایندیا (به انگلیسی: Air India Flight 245) یک پرواز شرکت ایر ایندیا از بمبئی، هند به مقصد نهایی لندن، بریتانیا بود که در آن ۴۰ مسافر و ۸ خدمه حضور داشتند، در تاریخ ۳ نوامبر ۱۹۵۰ در مون بلان دچار سانحه شد و ۴۸ نفر جان باختند.
در سپتامبر ۲۰۱۳ یک کوهنورد فرانسوی در محل سقوط هواپیما در مونت بلان جعبه فلزی با نشان ایر ایندیا را پیدا کرد که حاوی یاقوت، یاقوت کبود و زمرد به ارزش بیش از ۳۰۰۰۰۰ دلار بود که به پلیس تحویل داد تا به صاحب آن بازگردانده شود. گمان می‌رفت که این جواهرات متعلق به یکی از مسافران این پرواز یا پرواز ۱۰۱ باشد، با این حال از آنجایی که هیچ صاحب قانونی پیدا نشد، در دسامبر ۲۰۲۱ پول به‌طور مساوی بین کوهنوردان و شهرداری این منطقه تقسیم شد: هر کدام ۱۵۰۰۰۰ یورو دریافت کردند.